# Жохсогонский наслег
Жохсогонский наслег — сельское поселение в Таттинском улусе Якутии Российской Федерации.
Административный центр — село Боробул.

## История
Статус и границы сельского поселения установлены Законом Республики Саха (Якутия) от 30 ноября 2004 года N 173-З N 353-III «Об установлении границ и о наделении статусом городского и сельского поселений муниципальных образований Республики Саха (Якутия)».

## Население
| 2002 | 2010  | 2011  | 2012 | 2013 | 2014 | 2015 |
| ---- | ----- | ----- | ---- | ---- | ---- | ---- |
| 954  | ↗1023 | ↘1022 | ↘990 | ↘978 | ↘973 | ↗993 |
| 2016 | 2017  | 2018  | 2019 | 2020 | 2021 |      |
| ↘987 | ↗988  | ↘977  | ↗979 | ↗991 | ↘985 |      |

## Состав сельского поселения
| № | Населённый пункт | Тип населённого пункта       | Население |
| - | ---------------- | ---------------------------- | --------- |
| 1 | Боробул          | село, административный центр | ↘1001     |
| 2 | Даккы            | посёлок                      | ↗10       |